# Rytmisk musik
Rytmisk musik er en dansk betegnelse for musik, der som oftest er præget af markeret rytme. Udtrykket opstod i Danmark i 1970'erne for at adskille musikken fra klassisk musik, og rytmisk musik dækker over en lang række musikgenrer som bl.a. jazz og rock.